# Silberbachtal mit Ziegenberg
Silberbachtal mit Ziegenberg este o arie protejată (arie specială de conservare — SAC, sit de importanță comunitară — SCI) din Germania întinsă pe o suprafață de 138,74 ha, integral pe uscat.

## Localizare
Centrul sitului Silberbachtal mit Ziegenberg este situat la coordonatele 51°51′36″N 8°59′53″E / 51.86°N 8.9981°E.

## Înființare
Situl Silberbachtal mit Ziegenberg a fost declarat sit de importanță comunitară în august 1999 pentru a proteja un număr necunoscut de specii din flora spontană și fauna sălbatică aflate în arealul zonei. Situl a fost protejat și ca arie specială de conservare în februarie 2005.

## Biodiversitate
Situată în ecoregiunea continentală, aria protejată conține 3 habitate naturale: Fânețe de joasă altitudine (Alopecurus pratensis, Sanguisorba officinalis), Păduri de fag Asperulo-Fagetum, Păduri aluvionare cu Alnus glutinosa și Fraxinus excelsior (Alno-Padion, Alnion incanae, Salicion albae).
La baza desemnării sitului se află un număr nedeclarat de specii protejate.